# Castiarina punctatosulcata
Castiarina punctatosulcata es una especie de escarabajo del género Castiarina, familia Buprestidae. Fue descrita científicamente por Saunders en 1869.